# Brantôme
Brantôme (okcitansko Brantòsme) je nekdanja občina v departmaju Dordogne v jugozahodni Franciji. 1. januarja 2016 je bila združena v novo občino Brantôme en Périgord. Je sedež kantona Brantôme en Périgord. Via Lemovicensis, stara romarska pot v Santiago de Compostela, poteka skozi Brantôme. Občina, ki je ohranila svoje slikovito vzdušje, leži ob reki Dronne.

## Zgodovina
Občina se je začela razvijati na otoku, obkroženem z bregovi reke Dronne poleg benediktinskega samostana Saint-Pierre de Brantôme, ki ga je leta 769 ustanovil Karel Veliki; po legendi je podaril relikvije svetega Sikarija, enega od dojenčkov v pokolu nedolžnih. Te relikvije so v samostan privabljale romarje, ki so prinesli tudi določeno bogastvo v Brantôme, toda kljub zaščiti sv. Sikarija so samostan leta 848 in leta 857 opustošili vikinški popotniki, ki so napredovali ob rekah Dordogne in Isle do Dronne. Samostan so obnovili proti koncu 10. stoletja ter ponovno leta 1465 in 1480 po koncu stoletne vojne.
Njen romanski zvonik se poteguje za naziv »najstarejši v Franciji« in si je pridobil velik sloves. Tukaj je bil Bertrand du Guesclin, ki se je bojeval z angleškimi Anžuvinci, obveščen, da ga je Karel V. imenoval za francoskega konstablea. Pierre de Mareuil, opat od 1538–56, je zase zgradil čez reko pravokoten most, Pont Condé, ki je povezoval elegantno renesančno opatovo prenočišče z vrtom, ki je ležal na nasprotnem bregu. Nasledil ga je njegov nečak Pierre de Bourdeille (opat od 1558–1614), vojak in pisatelj, bolj znan po svojem nazivu kot Abbé Brantôme, čigar diplomacija je samostan in občino dvakrat rešila pred hugenotskimi silami Gasparda de Colignyja leta 1569 med verskimi vojnami. Med francosko revolucijo je bil samostan sekulariziran kot bien national, zadnjih sedem menihov je bilo upokojenih, njegova bogata knjižnica pa je bila razpršena.

## Geografija
Kraj leži 21 kilometrov severno-severozahodno od Périgueuxa in 18 kilometrov južno od Nontrona. Zgodovinsko mestno jedro je na skoraj okroglem otoku s premerom 300 metrov sredi reke Dronne, zato Brantôme imenujejo tudi Périgordske Benetke. Poleg mestnega jedra Brantôme sestavljajo zaselki, kmetije in mlini. Topografsko najnižja točka na 94 metrih nadmorske višine je na jugozahodu pri Les Rebières na reki Dronne, ki tu zapušča občinsko območje. Dve najvišji točki, vsaka 208 metrov, sta na jugovzhodnem vogalu blizu zaselka Le Grand Claud (severna meji na Eyvirat, tista nekoliko južneje na Sencenac-Puy-de-Fourches). Največja višinska razlika je 114 metrov, povprečna nadmorska višina pa 151 metrov. Mestna hiša v mestu zavzema višino 106 metrov.
Kanton Brantôme je sestavni del okrožja Périgueux.
Čeprav občinsko območje Brantôme ni sestavni del regionalnega naravnega parka Périgord-Limousin, je Brantôme ena glavnih dostopnih točk do naravnega parka.

## Zanimivosti
- benediktinski samostan Saint-Pierre de Brantôme, ustanovljen 769, postaja na romarski poti v Santiago de Compostelo (Via Lemovicensis),
- jama Poslednje sodbe za samostanom
- neolitski dolmen Peyrelevade,
- nekdanja cerkev Saint-Pardoux-de-Feix iz 12. stoletja,
- nekdanja cerkev Notre-Dame iz 16. do 19. stoletja,
- Pont Coudé, most čez Dronne iz 16. stoletja s pravokotnim zavojem, z renesančnim paviljonom
- grad Château de la Hierce iz obdobja Franca I. iz 16. stoletja,
- grad Château de Puymarteau iz 16. in 17. stoletja,
- hotel Manoir du Chatenet iz 17. in 18. stoletja,
- muzej Fernand Desmoulin, z zbirko prazgodovinske umetnosti,
- Festival Sinfonia en Périgord, posvečen baročni glasbi.

## Galerija
- Cerkev Notre-Dame v Brantômu
- Cerkveni stolp Saint-Pardoux-de-Feix
- Mestna vrata Porte des Réformés
- Pogled na mesto s tržnico Place du Marché
- Grad Puymarteau
- Mestne hiše na Place du Marché
- Hiša iz 18. stoletja z galerijo ob reki Dronne
- V skalo vklesani ostanki benediktinskega samostana iz prvega 8. stoletja
- Cluzeau Chambrebrune - razvil nekdanji Abri
- Dolmen Peyrelevade
- Procesijski oltar iz 16. stoletja v Jardin des moines
- Nočni dvoboj na Dronneju